# Sven Ivar Dysthe
Sven Ivar Dysthe (* 25. August 1931 in Oslo; † 1. März 2020) war ein norwegischer Möbel- und Industriedesigner.

## Leben und Werk
Sven Ivar Dysthe war der Sohn von Sven Rachlew Dysthe (1901–1988) und Ingrid Mathilde Whist (1907–1996). Bereits als Kind war er entschlossen, Möbeltischler zu werden. Nach seiner Ausbildung bei Schreinermeister Edv. Eriksen in Trondheim erhielt er 1950 seinen Handwerksbrief als Möbeltischler. Darauf studierte Dysthe bis 1954 Industriedesign am Royal College of Art in London, hier schloss er als Master ab.
Dysthe erhielt seine erste berufliche Praxis in Dänemark, wo er in Kopenhagen ab 1954 im Zeichenbüro des Kopenhagener Architektur- und Designbüros Peter Hvidt & Orla Mølgaard-Nielsen arbeitete. 1955 zog Dysthe zurück nach Oslo und war dort kurz für den Möbelhändler Einar Mortensen tätig. Durch berufliche Kontakte lernte er die Innenarchitektin und Journalistin Trinelise Hauan (* 1933) kennen, die er 1957 heiratete. Dysthe arbeitete von 1956 bis 1957 als Möbeldesigner für die norwegischen Tischlermeister Hiorth & Østlyngen, anschließend war er von 1957 bis 1958 bei dem Architekten Reidar Lund tätig, bis er 1958 mit seiner Ehefrau Trinelise Dysthe ein Zeichenbüro namens Dysthe Industridesign gründete. Als selbständiger Möbeldesigner wandte er sich dem Skandinavischen Design des Mid-century modern zu.
Norwegische Möbeldesigner hatten in den 1950er Jahren hauptsächlich für die handgefertigte Serienproduktion kleinerer Unternehmen entworfen, Dysthe orientierte sich jedoch eher an der modernen industriellen Massenproduktion und entwarf bald für die Møre Lenestolfabrikk (später Møremøbler / ForaForm) und Dokka Møbler. Sein Sessel für Dokka Møbler mit dem Titel 1001 aus dem Jahr 1960 war der erste in einer Reihe von exklusiven Büromöbeln in internationaler Designsprache. Die aus Stahl, Rosenholz und schwarzem Leder gefertigte Kollektion entwickelte sich in Dänemark, Großbritannien, Deutschland und den Vereinigten Staaten zu einem Verkaufsschlager. Von 1961 bis 1963 setzte er sein Studium an der Arkitekthøgskole in Oslo fort.
Dysthe leistete Pionierarbeit auf dem Gebiet der laminierten Holzkonstruktionen. Sein Laminette betiteltes Sitzmöbel aus dem Jahr 1964 für Møre Lenestolfabrikk gilt als Trendsetter, das in Norwegen weite Verbreitung und Bekanntheit erreichte. Dysthe entwickelte eine breite Palette anderer Möbel in ähnlichem Stil, die im öffentlichen Raum wie in Schulen oder Amtsgebäuden Anwendung fanden. Die von ihm entwickelten Möbel für das Museum Henie Onstad Kunstsenter in Høvikodden bei Sandvika hatten dann 1968 eher avantgardistische Züge und passten mit Materialien wie Stahl und Kunststoff sowie ihrem Design aus Kreisen und Säulen als Stützelemente in das Weltraumzeitalter. Zu dieser Zeit entwickelte Dysthe auch Möbel für den Hausgebrauch, Küchendekor und Büromöbel, die alle auf einfachen Konstruktionen basierten, oft mit neuen technischen Lösungen, die sie für die industrielle Produktion geeignet machten.
Als Industriedesigner entwarf Dysthe zudem Skibindungen, Autoanhänger, Müllcontainer und eine Reihe von anderen Produkten. Zusammen mit dem Architekten Niels Torp gewann Dysthe 1994 mit dem Konzept Sakron den 1. Preis beim Designwettbewerb der schwedischen Zivilluftfahrtbehörde für Sitzmöbel in Warte- und Abflughallen. Sein Entwurf Gardist gewann 1996 den Wettbewerb für Möbel in den Wartebereichen des damals neuen Flughafens Oslo-Gardermoen.
| | |
| Dysthes Arbeiten trugen Titel wie (Auswahl): - Rock Royal, Liegestuhl, 1950er Jahre, für Arnestad Bruk - 1001, Sessel, 1960, für Dokka-Møbler - 5001, Sessel, 1962, für Dokka-Møbler - Laminat, Sessel, 1964, für Møre Lenestolfabrikk - Laminette, Stapelstuhl, 1964, für Møre Lenestolfabrikk - Butterfly, Wandleuchte, 1964, für Arnold Wiigs fabrikker - Konglependel, Hängelampe, 1966, für Sønnico - Popcorn, Stuhl, 1967, für Møre Lenestolfabrikk - Prisma, Stuhl - Planet, Sessel, 1963, für Møre Lenestolfabrikk - Waterchair, 1984, für Fora Form - Parabel, 1986, für Møre Lenestolfabrikk - Akkurat, Stapelstuhl, 1993, für Kroghsæter - Sakron, 1994, für Fora Form - Gardist, 1996, für Fora Form | Seine Arbeiten wurden gezeigt in Sammelausstellungen wie: - Foreningen Brukskunsts høstmønstring, Kunstnernes Hus, Oslo 1959 - 12. Triennale di Milano, 1960 - Internationale Design-Biennale Ljubljana 1964 - Norsk Brukskunst, Vestlandske Kunstindustrimuseum, Bergen 1966 - Nordisk Industridesign, Australien 1968–1969 - Nordisk Industridesign, Nationalgalerie Oslo, 1976 - Internationale Biennale für Industriedesign, Ljubljana 1977 Seine Arbeiten finden sich in öffentlichen Sammlungen wie: - Nationalmuseum Oslo, Oslo - Nordenfjeldske Kunstindustri Museum, Trondheim - Röhsska Konstslöjdmuseum, Göteborg - Schwedisches Nationalmuseum, Stockholm - Victoria and Albert Museum, London |

Dysthe erhielt Preise und Auszeichnungen wie:
- Norsk Designsentrums merke for god norsk design 1965 (Medaille des norwegischen Designcenters für gutes Design)
- 1. premie Bransjerådets møbelkonkurranse (1. Preises im Möbelwettbewerb des Industrieverbandes)
- 1. premie De Forenede Ullvarefabrikker (1. Preis der Vereinigten Wollfabriken)
- Award American Institute of Design (Auszeichnung des American Institute of Design)
- Goldmedaille der Biennale Ljubljana 1964 für den Stapelstuhl Laminette
- Goldmedaille der Biennale Ljubljana 1977 für seine Skibindung
- Innovation Award for Universal Design, 1988
- Jacobprisen (Jacobpreis), 1989
- Ritter 1. Klasse des Sankt-Olav-Orden, 2010[1]
- Zusammen mit seiner Ehefrau Trinelise Dysthe Ehrenmitglied im Norske interiørarkitekters og møbeldesigneres landsforening (NIL), dem norwegischen Verband der Innenarchitekten und Möbeldesigner, 2015.[2]

## Trivia
In der US-amerikanischen Fernsehserie Mad Men kamen in der Folge Duck is the man for the job (S02E13) in einer Konferenzraum-Szene Bürosessel von Dysthe zum Einsatz.